# Àngel Canosa i Fernández
Àngel Canosa i Fernández (Barcelona, 22 de juny del 1969) és un advocat, professor i polític català, que exerceix d'alcalde de Blanes des del juny del 2019. Anteriorment, havia estat regidor a l'Ajuntament. És afiliat a Esquerra Republicana de Catalunya i n'és el president local a la seva ciutat.
ERC va ser la força més votada a la ciutat a les eleccions municipals del 2019, per un marge molt estret. Canosa va ser elegit nou alcalde al ple d'investidura en no obtenir la majoria absoluta dels vots cap candidat, acabant d'aquesta manera amb 40 anys de sociovergència.